# مالكوم أندرو
مالكوم أندرو (بالإنجليزية: Malcolm Andrew)‏ هو مدرس وكاتب بريطاني، ولد في 27 يناير 1945 في Paddock Wood ‏ في المملكة المتحدة.